# Okmiany (stacja kolejowa na Litwie)
Okmiany (lit. Akmenė, ros. Акмяне) – stacja kolejowa w miejscowości Wenta, w rejonie okmiańskim, na Litwie. Węzeł linii Kuże - Wenta z linią do Nowych Okmian.

## Historia
Stacja została otwarta w XIX w. na drodze żelaznej libawsko-romeńskiej, pomiędzy stacjami Wieksznie i Popielany. Początkowo nosiła nazwę Dobikinia (lit. Dobikinė). Obecną nazwę, pochodzącą od pobliskiego miasta Okmiany, stacja otrzymała w czasach przynależności tych terenów do Związku Sowieckiego.